# Eleições presidenciais portuguesas de 1951
A eleição presidencial portuguesa de 1951 foi realizada em 22 de julho, cinco anos antes do previsto devido à morte do presidente Óscar Carmona em 18 de abril de 1951.
Francisco Craveiro Lopes venceu as eleições sem oposição após a desistência de Manuel Quintão Meireles, enquanto Rui Luís Gomes foi afastado do escrutínio após ser declarado comunista pela ditadura de Salazar.

## Resultados
| Candidato               | Candidato                | Partidos Apoiantes          | Votos     | %               |
| ----------------------- | ------------------------ | --------------------------- | --------- | --------------- |
|                         | Francisco Craveiro Lopes | União Nacional              | 965 236   | 100,00 / 100,00 |
|                         | Manuel Quintão Meireles  | Independente                | Retirado  | Retirado        |
|                         | Rui Luís Gomes           | Partido Comunista Português | Rejeitado | Rejeitado       |
| Votos Inválidos         | Votos Inválidos          | Votos Inválidos             | –         | –               |
| Total                   | Total                    | Total                       | 965 236   | 100,00 / 100,00 |
| Eleitorado/Participação | Eleitorado/Participação  | Eleitorado/Participação     | 1 250 746 | 77,2 / 100,00   |
| Fonte:                  | Fonte:                   | Fonte:                      | [ 1 ]     | [ 1 ]           |